# Drejdl

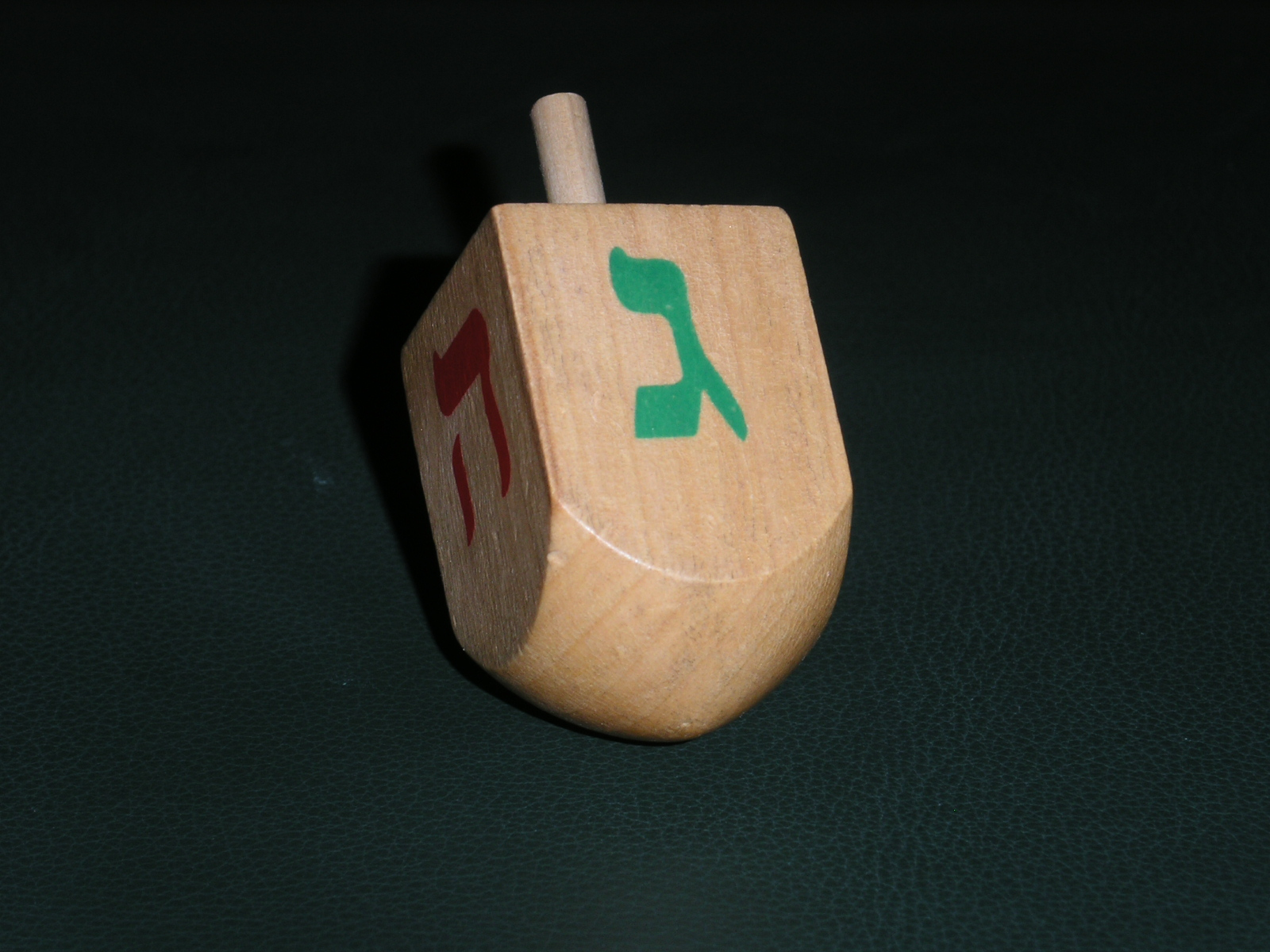
Drejdl

Drejdl (v jidiš דריידל‎, hebrejsky סביבון‎, sevivon) je hračka připomínající káču, s níž si děti hrají během židovského svátku Chanuka. Na každé ze čtyř jeho stěn je natištěno hebrejské písmeno. Tato písmena jsou akronymem hebrejské věty נס גדול היה שם‎ (Nes gadol haja šam.), což v překladu znamená: „Stal se tam velký zázrak.“
- נ (nun)
- ג (gimel)
- ה (he)
- ש (šin)

V Izraeli bývá na čtvrté straně většiny drejdlů natištěno písmeno פ (Pe), což výsledně vytváří akronym נס גדול היה פה‎ (Nes gadol haja po) — „Stal se tu velký zázrak“. To zdůrazňuje skutečnost, že se zázrak odehrál v zemi izraelské.

## Historie
Někteří židovští komentátoři připisují symbolům na drejdlu symbolický význam. Jedna myšlenka například je, mezi spojením čtyř písmen se čtyřmi mocnostmi, které vládly nad Izraelem – Babyloňané, Peršané, Řekové a Římané.
Někteří tvrdí, že hra s drejdlem se hraje, aby se připomnělo, že hra vznikla, aby Židé utajili skutečnost, že studují Tóru, která byla postavena Řeky mimo zákon. Židé se shromáždili v místech s jeskyněmi a měli hlídky, které je upozornily, když se blížili vojáci, a ti je pak našli ne při studiu, ale při hře.[zdroj?]
Podle jiného názoru neměl drejdl původně žádnou spojitost s Chanukou, ale je to převzatý německý vánoční zvyk, jehož původ ovšem sahá až ke starověkému Řecku a Římu.

## Hra

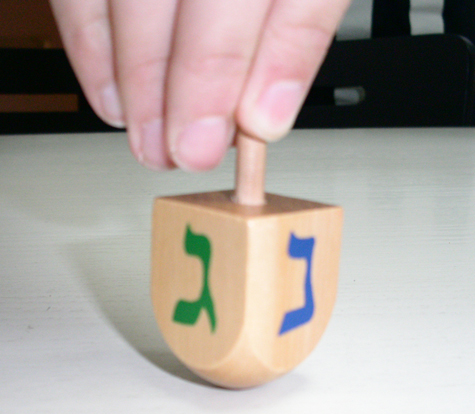
Drejdl

Poté, co se zapálí svíčky na chanukiji, se obvykle v mnoha domácnostech hraje hra s drejdlem. Každý hráč začíná s 10 nebo 15 mincemi (reálnými nebo čokoládovými), oříšky, rozinkami, bonbony a umístí jednu sladkost do misky. První hráč roztočí drejdl a podle toho co mu padne buď vyhraje nebo vloží část svých sladkostí do misky. Klíč založený na jidiš verzi této hry je následující:
- nun – נישט‎ (ništ) – „nic“ – nic se neděje a hraje další hráč
- gimel – גאַנץ‎ (gants) – „vše“ – hráč vyhrál obsah celé misky
- he – האַלב‎ (halb) – „polovina“ – hráč získal polovinu sladkostí v misce (pokud je v misce lichý počet sladkostí, zaokrouhluje se nahoru)
- šin – שתעל אײַן‎ (štel ajn) – „vlož“ – hráč vloží jednu sladkost do misky

Jiné verze hry se liší:
- nun – נים‎ (nim) – „bere“ – hráč získá jednu sladkost z misky
- gimel – גיב‎ (gib) – „dává“ – hráč vloží jednu sladkost do misky
- he – האַלב‎ (halb) – „polovina“ – hráč získá polovinu sladkostí v misce (pokud je v misce lichý počet sladkostí, zaokrouhluje se nahoru)
- šin – שטילקײט‎ (štilkejt) – „klid“ – nic se neděje a hraje další hráč

Hra končí v okamžiku, kdy jeden hráč vyhraje vše.

## Píseň
K drejdlu se pojí židovská píseň „Toč se drejdle toč, toč“:
Sevivon sov sov sov

Chanuka hu chag tov

Chanuka hu chag tov

Sevivon sov sov sov

Chag simcha hu la-am

Nes gadol haja šam

Nes gadol haja šam

Chag simcha hu la-am.
Překlad: Malý drejdle toč se toč, chanuka je pěkný svátek. Svátek radosti pro celý lid — velký zázrak se tam stal.

Tato verze se zpívá mimo Israel. V Israeli zní druhá sloka takto: 
Sov na sov ko vacho

’Nes gadol haya po

’Nes gadol haya po

Sov na sov ko vacho
Překlad: Otoč se tady, otoč se tak a tak, Stal se tu velký zázrak.